# Samoa américaines aux Jeux olympiques d'hiver de 1994
Les Samoa américaines participent pour la première fois aux Jeux olympiques d'hiver en envoyant une équipe en bobsleigh aux Jeux olympiques d'hiver de 1994 à Lillehammer.
L'équipage de bob à deux finira 39e sur 43 équipes inscrites.

## Athlètes engagés

### Bobsleigh
| Olympiër                      | Discipline       | Resultaat | Prestatie                                        |
| ----------------------------- | ---------------- | --------- | ------------------------------------------------ |
| Faauuga Muagututia Brad Kiltz | Bob à deux ASA I | 39e       | 3.41,04 (+10,23) (55,57 / 55,25 / 55,06 / 55,16) |